# Money for Nothing (Darin Zanyar-låt)
Money for Nothing är en låt framförd av Darin. Singeln toppade på försäljningslistan för singlar i Sverige. Den fick en Grammis för "årets låt 2005".
Låten är skriven och komponerad av Robyn, Johan Ekhé, Ulf Lindström och Remee.
Sämre gick det när melodin skulle testas på Svensktoppen. Den gick visserligen in på listan den 13 februari 2005 och hamnade då på en tiondeplats, men den slogs ut veckan därpå.

## Listplaceringar
| Lista (2005) | Position |
| ------------ | -------- |
| Sverige      | 1        |

### Fotnoter
1. ↑  ”Grammis”. Arkiverad från originalet den 17 mars 2012. https://web.archive.org/web/20120317055524/http://www.ifpi.se/wp/wp-content/uploads/100428-lc-vinnare-genom-%C3%A5ren.pdf. Läst 1 maj 2011.
2. ↑  Svensktoppen - 13 februari 2005
3. ↑  Svensktoppen - 20 februari 2005
4. ↑  Placering på den svenska singellistan